# Suomi Hloubětín
Suomi Hloubětín je vznikající rezidenční čtvrť s domy ve finském stylu v katastrálním území Hloubětín na Praze 9. Nachází se mezi ulicí Kolbenovou, tramvajovou tratí vedle vozovny Hloubětín, jižní hranici tvoří říčka Rokytka. Čtvrť na místě původního brownfieldu na ploše devíti hektarů pro přibližně 2500 obyvatel buduje developerská společnost YIT Česká republika, která vstoupila na český trh v roce 2008, kdy akvizicí získala českou firmu Euro Stavokonsult. Název Suomi znamená ve finštině Finsko.
Výstavba začala v roce 2016, a zahrne přibližně 900 nebo 1000 bytů. Přestože měl být celý komplex včetně parku a jeho vybavení dokončen v roce 2023, dokončení je kvůli souběžné výstavbě projektu Lappi Hloubětín plánováno až na rok 2029. Původně byla výstavba rozdělena do 10 fází, které jsou nazvané po finských městech. Později přibyla ještě jedenáctá etapa. Finský charakter připomínají i názvy ulic a veřejných prostranství, které odkazují na významné finské osobnosti z oblasti kultury, architektury a vědy (např. ulice Waltariho, Saarinenova, náměstí Alvara Aalta, park Tove Janssonové). Urbanistické řešení celého komplexu navrhlo architektonické studio Loxia.
Čtvrť bude mít širokou občanskou vybavenost, v ústředním prostranství v parterech domů budou komerční prostory pro obchody a služby, dále mateřská škola s rozlehlou zahradou, ve svahu nad Rokytkou bude restaurace, jejíž předností budou terasy s výhledem do zeleně. Poblíž Rokytky bude postaven přírodní amfiteátr se sportovištěm i venkovní workout prvky. Komplex je napojen na cyklostezku. V západní části bude psí park, v jihovýchodní části komunitní zahrádky. Příjezd do čtvrti je z ulice Kolbenova (Praha).
Ve 20. letech 20. století v těchto místech na jih od Kolbenovy vznikla nouzová kolonie Čína nebo také V Číně, případně Indočína a následně ještě jižněji zahrádkářská osada Rajská zahrada. Některé domky zde stály ještě v 70. letech 20. století. Později bylo toto území využíváno podnikem ČKD Praha jako železniční dopravní cesta. Část oblouku původní vlečky kopíruje ulice Granitova.

## Přehled etap
Přehled vychází z tiskové zprávy YIT.
| Číslo etapy | Název etapy    | Čp.  | Domy           | Počet bytů | Zahájení výstavby | Koulaudace stavby                                   |
| ----------- | -------------- | ---- | -------------- | ---------- | ----------------- | --------------------------------------------------- |
| 1.          | Espoo          | 1115 | D1, D2         | 149        |                   | září 2017                                           |
| 2.          | Oulu           | 1129 | F4, F5, W      | 90         |                   | podzim 2018                                         |
| 3.          | Turku          | 1130 | F1, F3, E1, E3 | 106        |                   | podzim 2018                                         |
| 4.          | Lahti          | 1140 | C1, C2, C3     | 104        | listopad 2017     | říjen 2019                                          |
| 5.          | Salo           | 1148 | B1, B2         | 101        | květen 2018       | listopad 2020                                       |
| 6.          | Mateřská škola | 1160 |                | 0          | leden 2021        | prosinec 2021, spuštění ostrého provozu v září 2022 |
| 7.          | Porvoo         | 1148 | A6             | 60         | květen 2018       | listopad 2020                                       |
| 8.          | Pori           | 1149 | A9, B5, B6     | 82         | březen 2019       | prosinec 2020                                       |
| 9.          | Vantaa         | 1155 | A3, A4, B3, B4 | 104        | listopad 2019     | září 2021                                           |
| 10.         | Tampere        |      | G1             | 68         | březen 2024       | prosinec 2025 (předpokládaná)                       |
| 11.         | Rosala         |      |                | 100        |                   |                                                     |

### 1. etapa Espoo

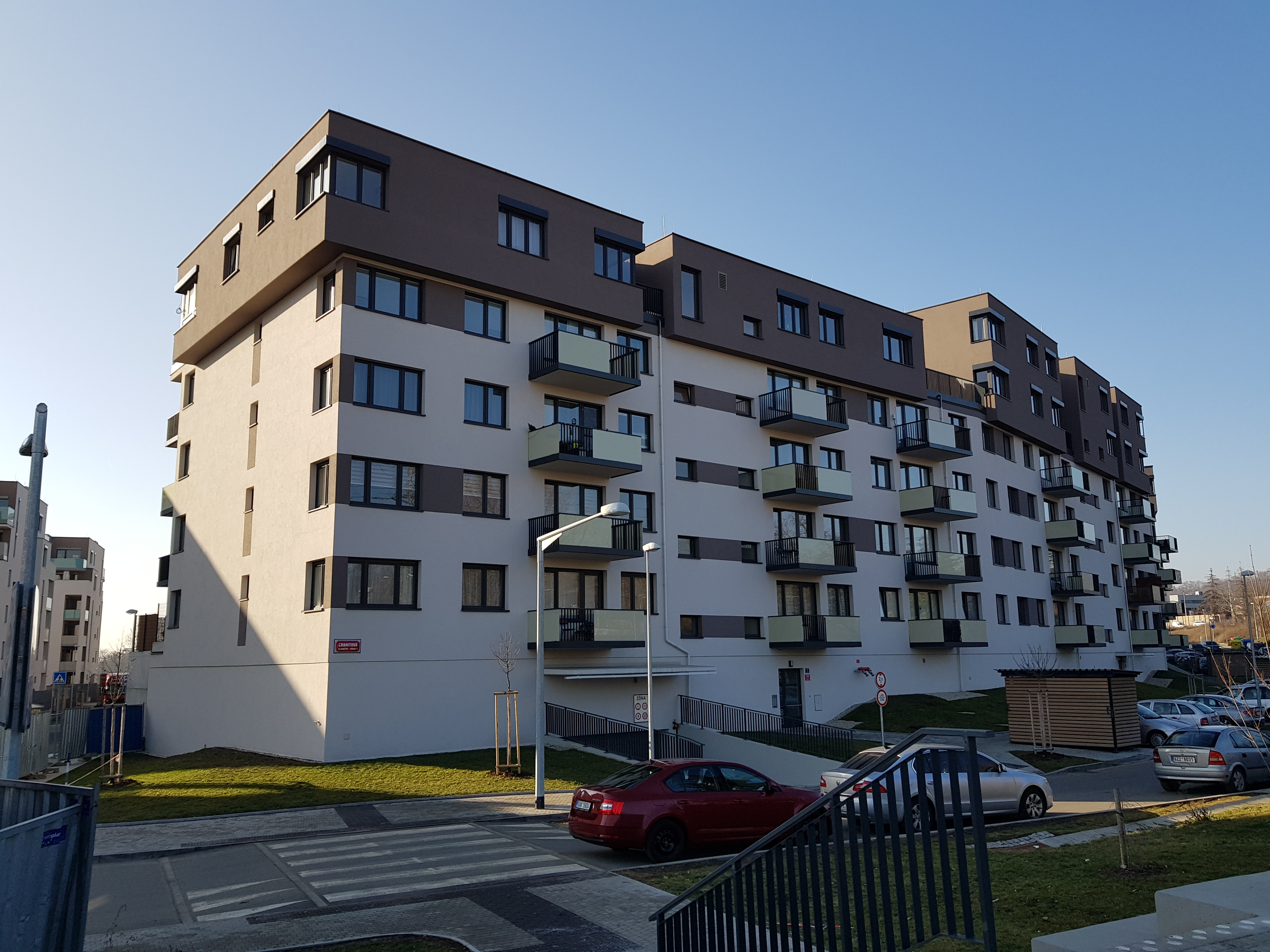
Budova D - etapa Espoo, pohled od tramvajové zastávky Vozovna Hloubětín

Etapa je nazvána podle druhého nejlidnatějšího finského města Espoo, které leží na jižním pobřeží země. Projekt je ohraničen ulicemi Granitova na severovýchodě, Laponská na západě a Saarinenova na jihu. Jeho půdorys připomíná svým tvarem rohlík. Tvoří ho dvě samostatné budovy označené jako D1 (severní) a D2 (jižní), které mají šest nadzemních bytových podlaží a dvě podzemní podlaží. Každá z budov má 2 samostatné vchody. Střechy objektů jsou ploché. Obytný soubor čp. 1115 nabízí celkem 149 bytů (severní dům 76 bytů a jižní dům 73 bytů) v kategoriích od 1+kk po 5+kk o velikostech 31 až 130 metrů čtverečních. Hromadné garáže v suterénu mají kapacitu 146 vozidel, venkovních stání je 28. Domy navrhlo studio ABM architekti.
Domy byly zkolaudovány v roce 2017.

### 2. etapa Oulu

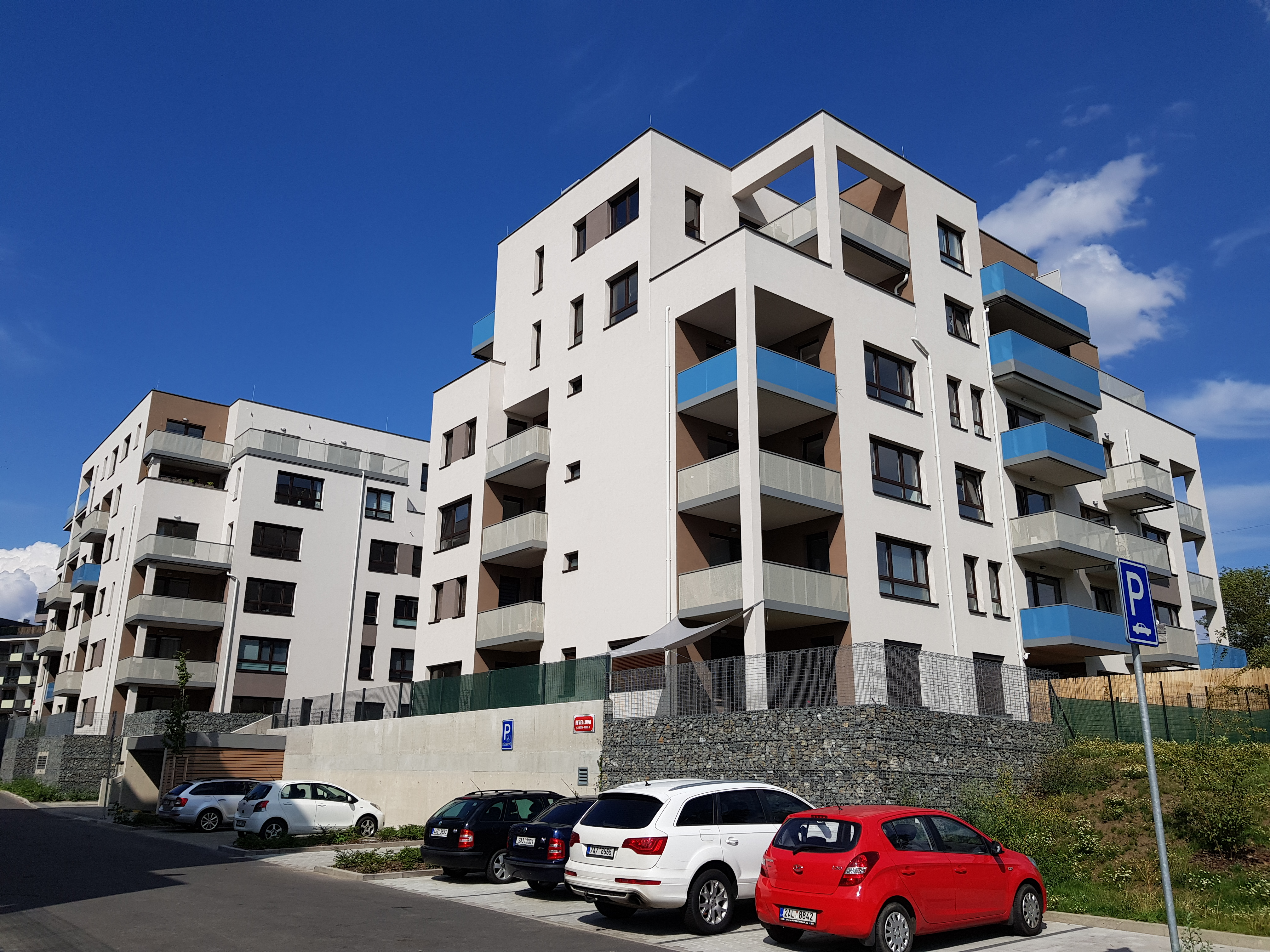
Domy čp. 1129/5 a 3

Etapa je nazvána podle města Oulu, které je největší v severním Finsku a šesté nejlidnatější v celé zemi. Leží na severovýchodním pobřeží Botnického zálivu Baltského moře při ústí řeky Oulu. Projekt je ohraničen ulicí Saarinenovou na severu a východě a ulicí Revellovou na jihu a západě. Tvoří ho tři samostatné budovy. Severozápadní je označen jako F4 (čp. 1129/5), severovýchodní F5 (čp. 1129/1) a jižní W (čp. 1129/3). Devadesát bytů bylo postaveno jako družstevní bydlení pro investora stavební bytové družstvo Stavbař.
Domy byly zkolaudovány v listopadu 2018. Na konci února 2019 byly byty předány uživatelům.

### 3. etapa Turku

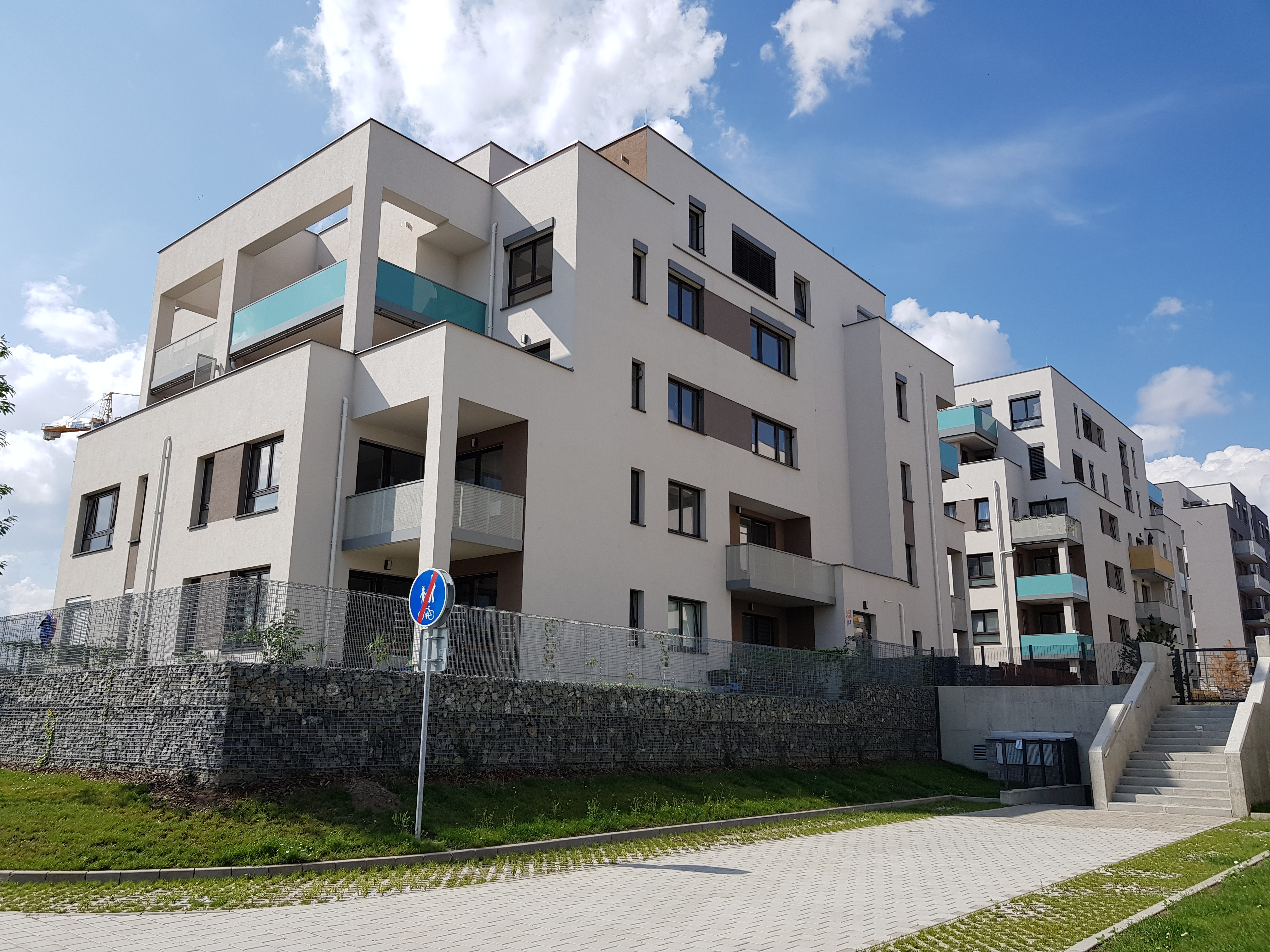
Domy čp. 1130/4 a 1

Etapa je nazvána podle pátého nejlidnatějšího finského města Turku, které leží na jihozápadním pobřeží země a do roku 1812 bylo správním centrem Finska. Projekt je ohraničen ulicí Saarinenovou na severu, Laponskou na západě a Revellovou na jihu a východě. Tvoří ho čtyři samostatné nízkoenergetické domy ve střídmém stylu inspirovaném klasickou severskou architekturou dle návrhu ateliéru Loxia Architectes Ingenierie. Severozápadní dům je označen jako F1 (čp. 1130/13), severovýchodní F3 (čp. 1130/7), jihozápadní E1 (čp. 1130/11) a jihovýchodní E3 (čp. 1130/9). 106 bytů o velikostech 32 až 142 metrů čtverečních je určených do osobního vlastnictví, má dispozici od 1+kk po 5+kk a jsou vybaveny polozapuštěnými balkony, terasami nebo předzahrádkami.
Domy byly zkolaudovány v roce 2018.

### 4. etapa Lahti

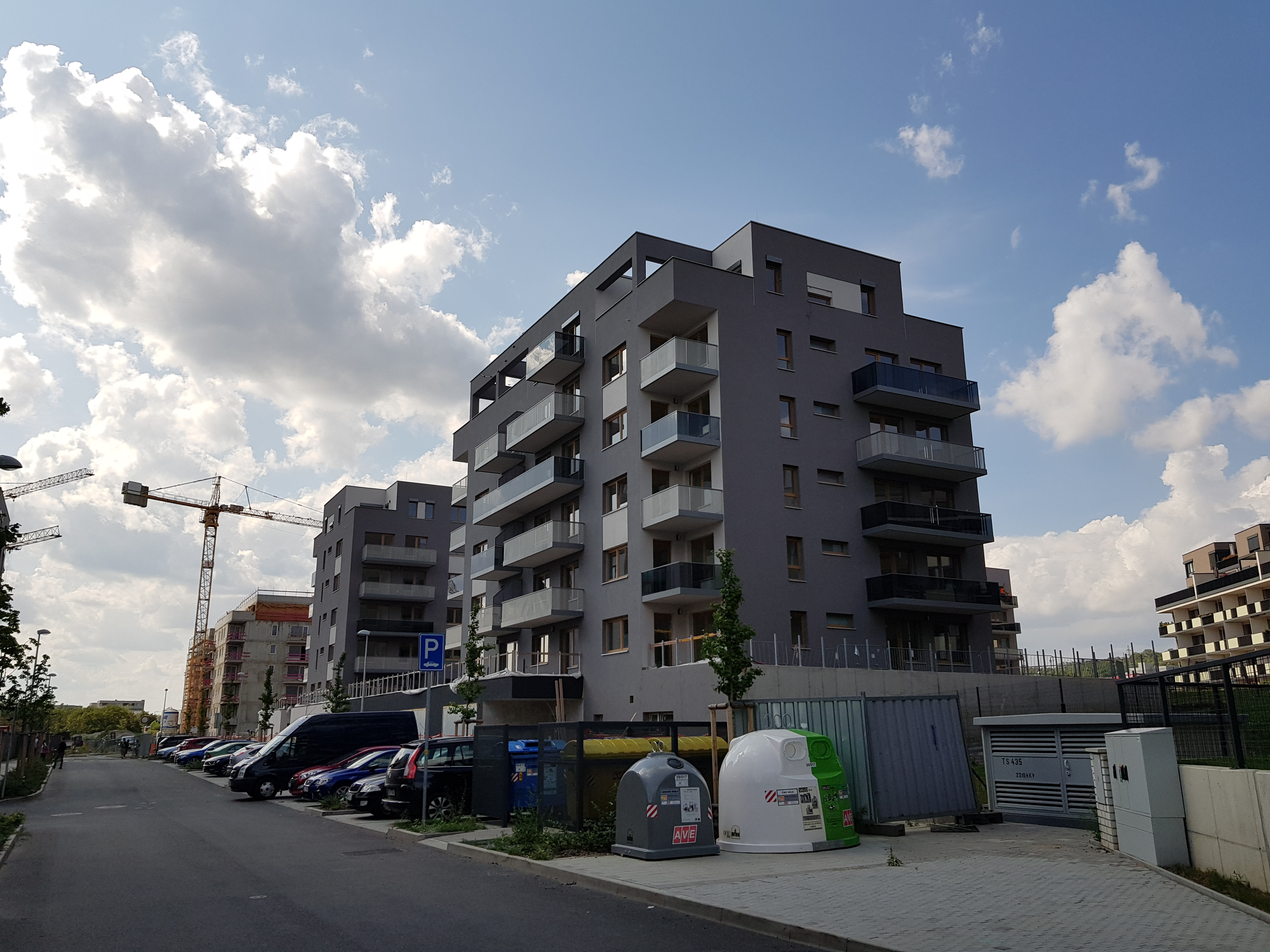
4. etapa Lahti – domy čp. 1140/2 a za ním 4

Etapa je nazvána podle města Lahti, které je významných zimním a horským střediskem, kde se konají mistrovství světa ve skocích na lyžích. Projekt je ohraničen ulicí Granitovou na severu, Laponskou na západě a Saarinenovou na jihu. Etapa zahrnuje tři šestipodlažní domy se společným jednopodlažním suterénem a parterem. Protože mají domy společné podnoží, právně tvoří jednu budovu, v níž vzniklo jedno společenství vlastníků. V této etapě bylo vybudováno 104 bytů v dispozicích 1+kk až 5+kk o velikostech 31 až 132 metrů čtverečních. V severní budově označené C1 (čp. 1140/1) je 39 bytů, ve střední C2 (čp. 1140/4) je 33 bytů a ve východní C3 (čp. 1140/2) 32 bytů. Vedle obytných prostor jsou v přízemí objektu začleněny 4 komerční jednotky situované do ulice (např. pizzerie a vinařství). Architektonické řešení domů pochází z dílny studia Loxia Architects Ingenierie. Domy mají průkaz energetické náročnosti budovy B. Součástí je také 101 parkovacích garážových stání, místnost pro mytí kola psů.
Výstavba začala v listopadu 2017, hrubá stavba byla dokončena v říjnu 2018. Kolaudace proběhla 31. října 2019.

### 5. etapa Salo

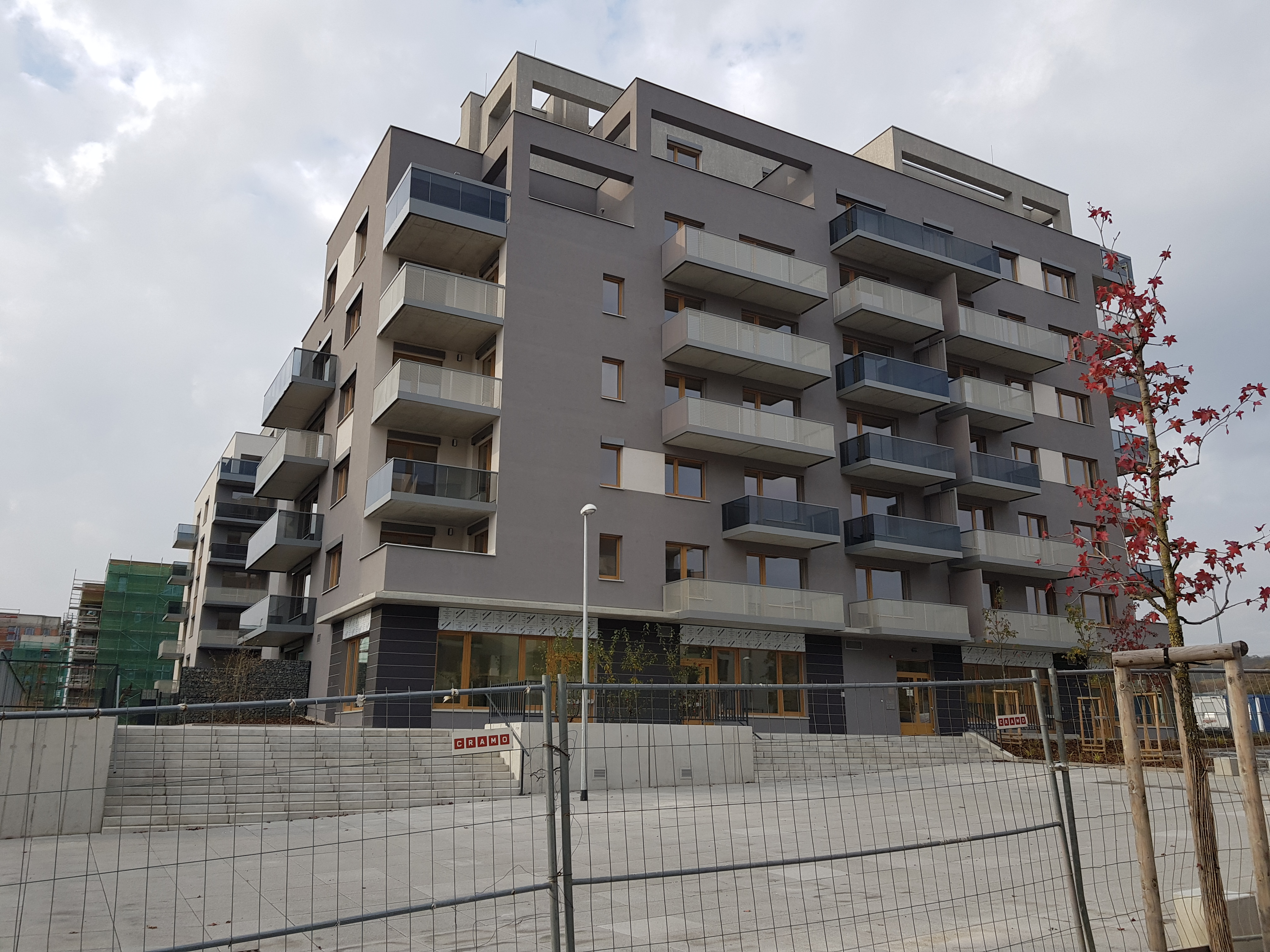
Domy čp. 1148/1 a za ním 3

Etapa je nazvána podle jihofinského města Salo, které leží přibližně 52 km od města Turku v provincii Vlastní Finsko a má přístup k Baltskému moři. Projekt zahrnuje dva osmipodlažní bytové domy s celkem 101 jednotkami v dispozicích 1+kk až 5+kk o velikostech 32 až 120 metrů čtverečních. V západním domě B2 (čp. 1148/3) je 53 bytů a ve východním B1 (čp. 1148/1) 48 bytů. Každý byt disponuje vlastním balkonem, terasou nebo předzahrádkou. V domech jsou dvě podzemní podlaží určené pro 98 garážových stání, sklepní kóje, kočárkárnu a místnost pro mytí kol a psů. Součástí projektu Salo navíc jsou i čtyři komerční prostory. Dům navrhli architekti ze studia Loxia Architects Ingenierie. Domy mají průkaz energetické náročnosti budovy B. Protože bytové domy etap Salo a Porvoo mají společný suterénní prostor, právně tvoří jednu budovu, v níž posléze vzniklo jedno společenství vlastníků.
Stavba byla zahájena v květnu 2018, kolaudace proběhla v listopadu 2020.

### 6. etapa Mateřská škola

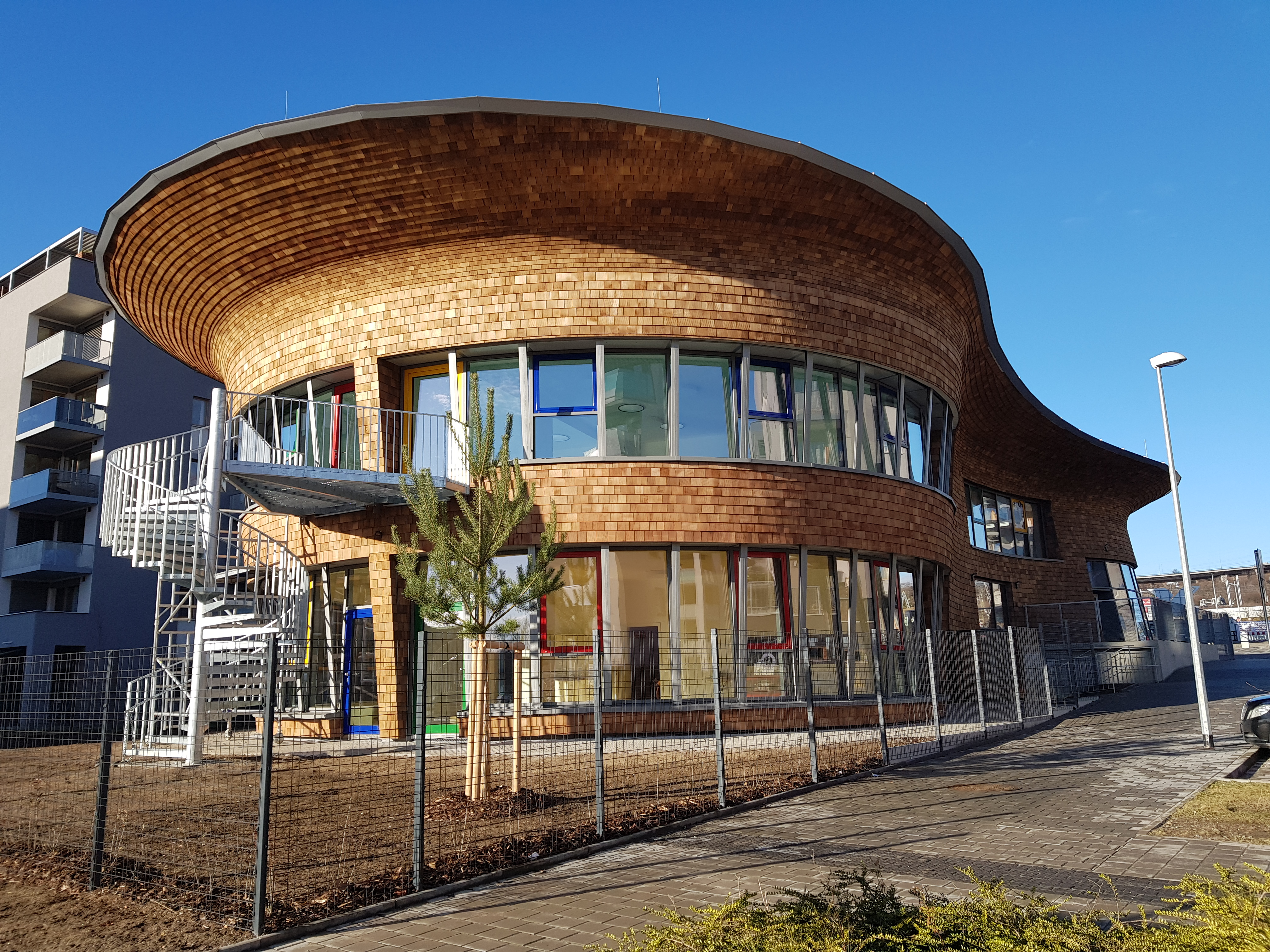
Mateřská škola

Projekt představuje mateřskou školu, kterou navrhl finský architekt Jyrki Tasa (* 1944 Turku) a jejíž součástí je zahrada. Charakteristický je pro ni oblý organický tvar, kulaté střešní okno, z materiálů sklo, beton a kov. Fasáda je tvořena z dřevěných šindelů z červeného cedru v kombinaci s hliníkovým opláštěním. Dominantním prvkem interiéru se stalo zábradlí centrálního schodiště, 
které je pojato jako klávesnice piana. Podlahy jsou z marmolea.
Budova byla zkolaudována v roce 2021 a od září 2022 je školka EduArt v provozu. Kapacita je 100 dětí.

### 7. etapa Porvoo

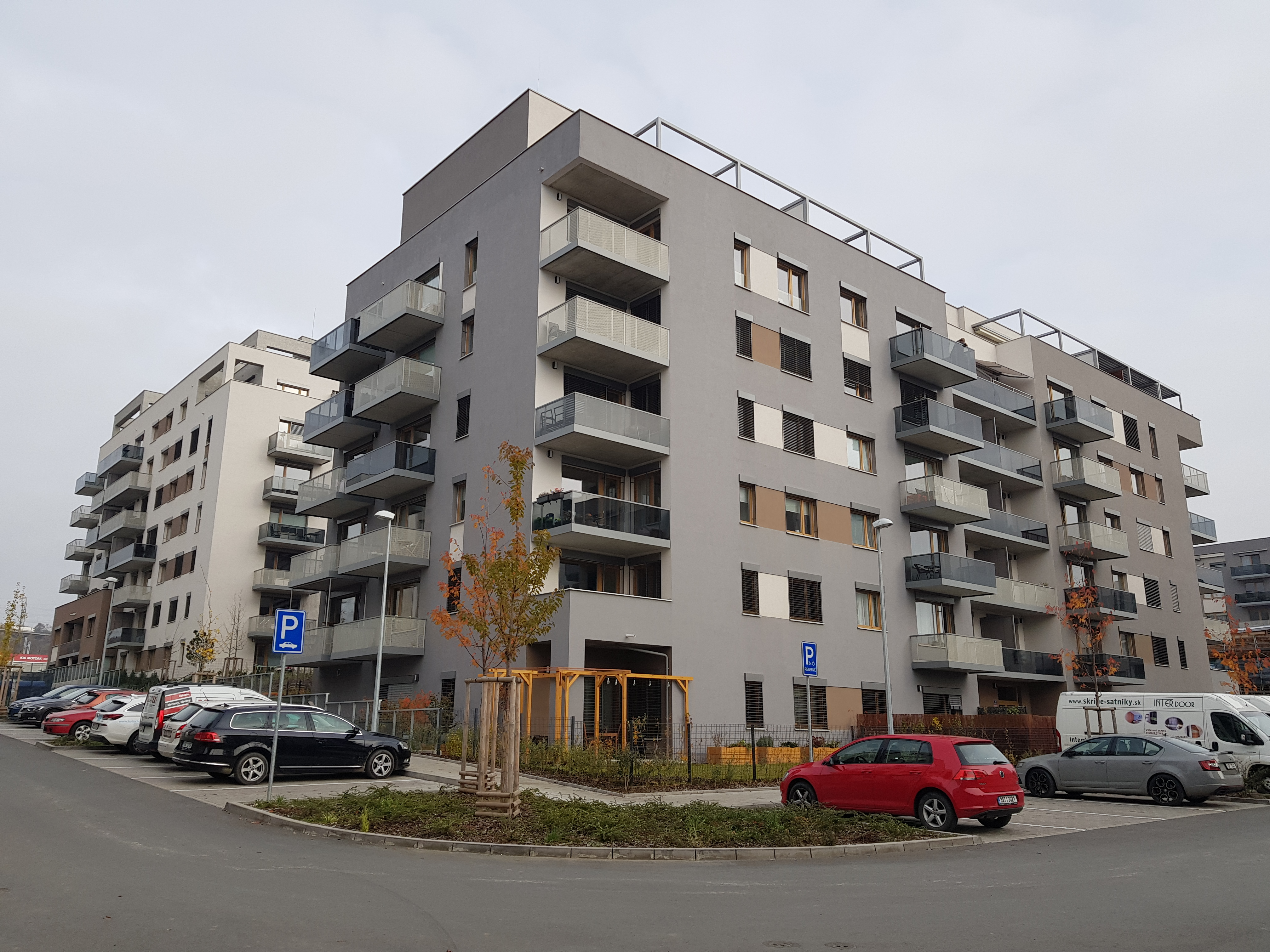
Domy čp. 1148/3 a 5

Etapa je nazvána podle jihofinského města a přístavu Porvoo, které leží na pobřeží Finského zálivu. Projekt tvoří jedna budova čp. 1148/5 označená jako A6, která má 6 nadzemních a 2 podzemní podlaží. V domě je 60 bytů o dispozici od 1+kk do 5+kk s výměrami od 33 do 120 metrů čtverečních. Šest přízemních bytů má předzahrádky, v posledním podlaží jsou čtyři byty s terasami. V ostatních patrech je po deseti bytech s balkony. Dvě podzemní podlaží jsou určené pro 56 garážových stání, sklepní kóje, kočárkárnu a místnost pro mytí kol a psů. Dům navrhli architekti ze studia Loxia Architects Ingenierie. Dům má průkaz energetické náročnosti budovy B. Protože bytové domy etap Salo a Porvoo mají společný suterénní prostor, právně tvoří jednu budovu, v níž posléze vzniklo jedno společenství vlastníků.
Výstavba byla zahájena v květnu 2018, kolaudace proběhla v listopadu 2020.

### 8. etapa Pori

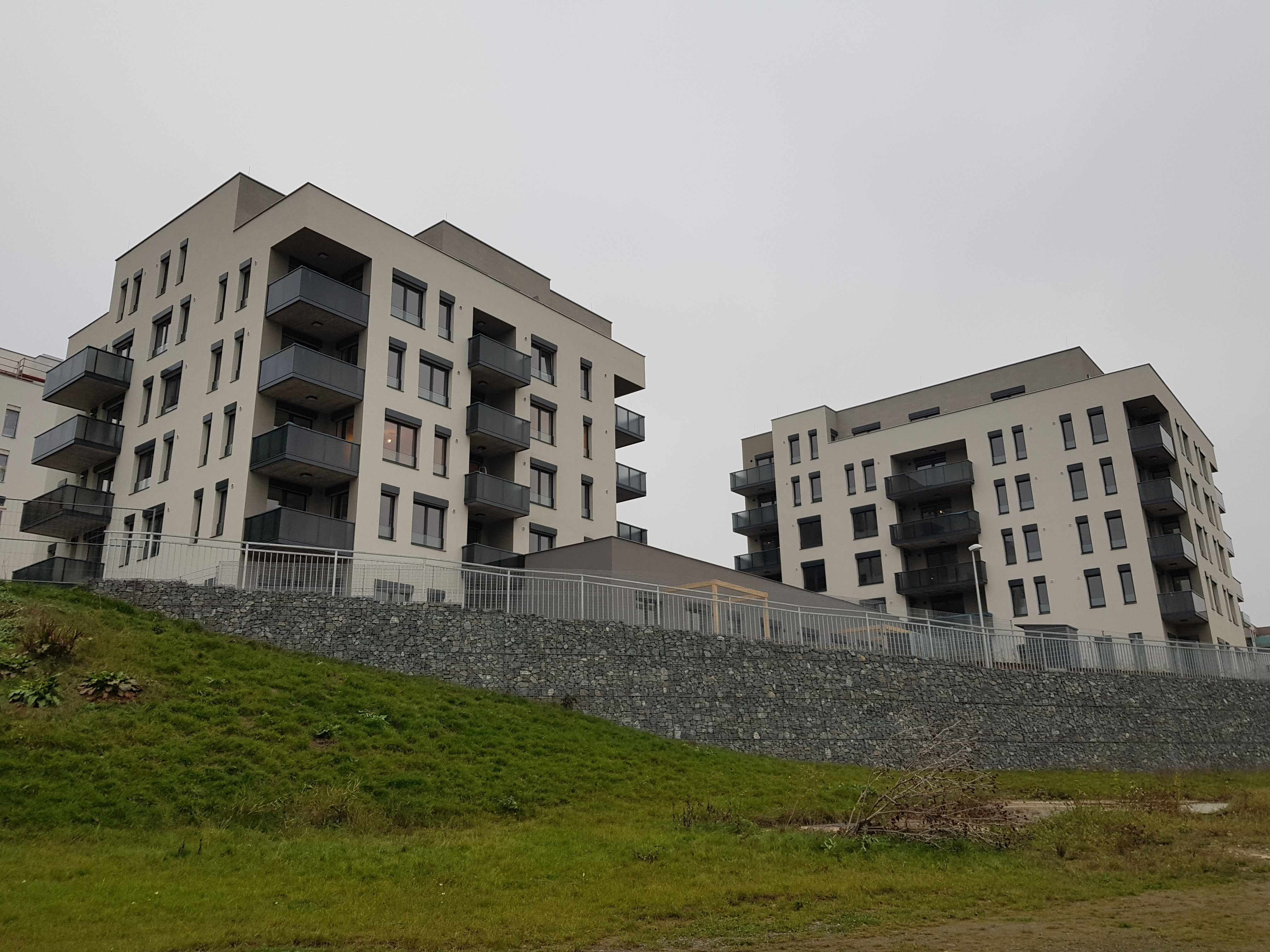
Domy čp. 1149/12 a 14

Etapa je nazvána podle města Pori, které leží na západním pobřeží Finska. Projekt tvoří tři bytové domy, ve kterých je 82 bytů o dispozici 1+kk až 5+kk a velikostech 33 až 140 metrů čtverečních. Jižní dům A9 čp. 1149/14 se 30 byty a západní B5 čp. 1149/12 s 23 byty mají pět nadzemních podlaží, východní dům B6 čp. 1149/16 s 29 byty šest nadzemních podlaží, všechny tři domy mají dvě společná podzemní podlaží. Jednotlivé domy v této etapě jsou vzájemně propojeny polosoukromým patiem se zelení. K dispozici je 81 garážových stání, 82 sklepních kójí, kočárkárna a místnost pro mytí kol a psů. Za architektonických řešením stojí studio LOXIA Architectes Ingenierie s. r. o. Dům má průkaz nízké energetické náročnosti budovy B.
Výstavba byla zahájena v prvním čtvrtletí roku 2019, kolaudace proběhla v prosinci 2020.

### 9. etapa Vantaa
Etapa je nazvána podle čtvrtého nejlidnatějšího finského města Vantaa, které leží na jihu země a na jehož území se nachází hlavní helsinské letiště. Projekt tvoří 4 bytové domy, ve kterých je 104 bytů o dispozici 1+kk až 5+kk a velikostech 30 až 144 metrů čtverečních. Západní dům A3 čp. 1155/6 (19 bytů) a jihozápadní B4 čp. 1155/10 (29 bytů) budou mít 5 nadzemních podlaží, zatímco východní dům A4 čp. 1155/8 (25 bytů) a severovýchodní B3 čp. 1155/4 (31 bytů) 6 nadzemních podlaží, všechny čtyři domy budou mít společné podzemní podlaží. Mezi budovami vznikne polosoukromý prostor se zelení a herními prvky pro děti. K dispozici bude 105 garážových stání, 104 sklepních kójí, kočárkárna, místnost pro mytí kol a psů a vnitroblok s herními prvky. Za architektonických řešením stojí studio LOXIA Architectes Ingenierie s. r. o. Dům má průkaz nízké energetické náročnosti budovy B.
Výstavba byla zahájena na začátku listopadu 2019, kolaudace proběhla v září 2021.

### 10. etapa Tampere
Etapa je nazvána podle třetí největšího finského města Tampere, které je zároveň největším vnitrozemským městem v severní Evropě.
Ve výškové budově bude 68 bytů.

### 11. etapa Rosala
Na dokoupeném pozemku bude postaveno přibližně sto bytů.